# Ambrósio de Alexandria
Ambrósio de Alexandria (antes de 212 - ca. 250) foi um amigo do teólogo cristão Orígenes. Ambrósio foi atraído pela fama de Orígenes como professor e visitou a Escola Catequética de Alexandria em 212. Inicialmente, um gnóstico valentiano e marcionista, Ambrósio, por meio dos ensinamentos de Orígenes, acabou por rejeitar o Gnosticismo e tornar-se um companheiro constante de seu mestre. Foi ordenado diácono segundo São Jerônimo e Eusébio.

## Vida e obras
Ele enchia Orígenes com perguntas, o incentivou a escrever comentários (ἐργοδιώκτης) sobre os livros da Bíblia e, como um homem rico, ele proveu seu professor com livros para seus estudos e com secretários para diminuir o trabalho em suas composições
Ambrósio sofreu com a perseguição aos cristãos sob o imperador romano Maximino Trácio em 235 e Orígenes escreveu sua obra "Sobre o Martírio" em sua homenagem. A última menção a Ambrósio no registro histórico foi na obra Contra Celso de Orígenes, que foi escrita a pedido de Ambrósio.
Orígenes frequentemente fala de Ambrósio de maneira afetuosa, como um homem erudito e com excelente gosto literário. Todos os trabalhos de Orígenes escritos após 218  foram dedicados a Ambrósio, incluindo Contra Celso, "Comentário sobre o Evangelho de São João" e "Sobre a Oração". As cartas de Ambrósio para Orígenes (elogiadas por Jerônimo de Estridão) foram perdidas, embora parte de uma ainda exista.
Ele foi um dos biografados por São Jerônimo em sua obra De Viris Illustribus (Sobre Homens Ilustres - capítulo 56) .

## Veneração
Ambrósio é venerado como santo em alguns ramos da cristandade. Sua festa na Igreja Católica cai no dia 17 de março.